# Grákollur (bergstopp i Island, Austurland)
Grákollur är en bergstopp i republiken Island. Den ligger i regionen Austurland, 400 km öster om huvudstaden Reykjavík. Toppen på Grákollur är 771 meter över havet.
Runt Grákollur är det mycket glesbefolkat, med 3 invånare per kvadratkilometer. Närmaste större samhälle är Neskaupstaður, omkring 12 kilometer nordost om Grákollur. Trakten runt Grákollur består i huvudsak av gräsmarker.